# Плиев, Олег Альбертович
Олег Альбертович Плиев (род. 16 февраля 1998, Цхинвал) — российский футболист, полузащитник медийного клуба «Lotus Music».

## Карьера
Начинал заниматься футболом в ДЮСШ города Владикавказ. В 2018 году стал игроком основной команды клуба «Спартак-Владикавказ». Дебютировал за клуб 30 июля 2018 года в матче Кубка России против клуба «Спартак-Нальчик», выйдя на замену на 72 минуте. В следующем кубковом матче 7 августа 2018 года забил свой дебютный гол за клуб в матче против «Чайки». Первый матч во Второй Лиге сыграл 11 августа 2018 года против клуба «Ангушт». В августе 2019 покинул клуб и перешёл в керченский «Океан».
В октябре 2020 перешёл в «Биолог-Новокубанск». Дебютировал за клуб 3 октября 2020 года против махачкалинского «Динамо». Провёл за клуб всего 3 матча и в феврале 2021 года вернулся в чемпионат Крыма, где поиграл в «Крымтеплице» и «Евпатории». 
В августе 2021 года перешёл в «Динамо» из Санкт-Петербурга. Дебютировал за клуб 29 августа 2021 года в матче против московского «Кайрата». С самого начала сезона стал основным игроком команды. Первым результативным действием за клуб отличился 1 апреля 2022 года в матче против клуба «Енисей-2», отдав результативную передачу. Дебютный гол забил 22 мая 2022 года в матче против московского «Динамо-2». По итогу сезона провёл за клуб 19 матчей, в которых отличился 1 голом и 1 результативной передачей. 
В августе 2022 года перешёл в белорусский клуб «Энергетик-БГУ». Дебютировал за клуб 12 августа 2022 года в матче против жодинского «Торпедо-БелАЗ», выйдя на замену в начале второго тайма. Закрепился в основной команде, став одним из ключевых игроков. По итогу сезона стал серебряным призёром Высшей лиги. В декабре 2022 года продолжил готовиться к новому сезону с клубом. В январе 2023 года покинул «Энергетик-БГУ», расторгнув с клубом контракт по соглашению сторон.
В феврале 2023 года футболист проходил просмотр в ставропольском «Динамо». Вскоре футболист официально пополнил состав российского клуба. Дебютировал за клуб 10 марта 2023 года в матче против клуба «Ессентуки». В следующем матче 18 марта 2023 года против таганрогского клуба «Форте» отличился первой результативной передачей. В апреле 2023 года перестал попадать в заявки на матчи основной команды ставропольского клуба, который покинул по окончании сезона. В июне 2023 года стал выступать за крымский клуб «Алустон-ЮБК». В августе 2023 года футболист стал игроком крымского клуба «Кызылташ». В апреле 2024 года футболист присоединился к керченскому «Океану».